# 代恩斯特
代恩斯特（德語：Deinste，發音：[ˈdaɪnstə]）是德国下萨克森州施塔德县的市镇，面积27.21平方千米，2023年12月31日人口为2,173人。